# Mucropetraliella echinata
Mucropetraliella echinata is een mosdiertjessoort uit de familie van de Petraliellidae.